# Philolochma celaenochroa
Philolochma celaenochroa là một loài bướm đêm trong họ Geometridae.